# (73148) 2002 GH99
(73148) 2002 GH99 – planetoida z pasa głównego asteroid okrążająca Słońce w ciągu 3,45 lat w średniej odległości 2,28 j.a. Odkryta 10 kwietnia 2002 roku.